# John Disley
John Disley, född 20 november 1928 i Corris i Gwynedd, död 8 februari 2016, var en brittisk friidrottare.
Disley blev olympisk bronsmedaljör på 3 000 meter hinder vid sommarspelen 1952 i Helsingfors.